# Треушников, Михаил Константинович
Михаи́л Константи́нович Треу́шников (5 ноября 1938, Городец, СССР — 7 апреля 2021) — советский и российский учёный-правовед, специалист в области гражданского судопроизводства. Доктор юридических наук, профессор, заслуженный деятель науки Российской Федерации, заведующий кафедрой гражданского процесса юридического факультета Московского государственного университета имени М. В. Ломоносова.

## Биография
В 1957 году окончил Городецкое педагогическое училище, получив специальность учителя. Потом три года находился на комсомольской работе. В 1960 году поступил в МГУ имени М. В. Ломоносова, который с отличием окончил в 1965 году. На протяжении учёбы являлся Ленинским стипендиатом. Затем в течение пяти лет занимал должность народного судьи Москворецкого (Советского) районного суда в г. Москве.
Дальнейшая профессиональная деятельность Михаила Константиновича связана с юридическим факультетом МГУ: в 1970 году поступил в аспирантуру, а в 1973 году досрочно защитил кандидатскую диссертацию на тему «Допустимость доказательств в гражданском процессе». В 1978 году стал доцентом, в 1984 году защитил докторскую диссертацию на тему «Доказывание и доказательства в гражданском процессе», в 1988 был удостоен звания профессора. Заведовал кафедрой гражданского процесса с 1983 года и по 2021 год.
Кроме того, с 1982 по 1990 год — заместитель декана юридического факультета МГУ по учебно-воспитательной работе.
С 1991 по 2001 год вместе с профессором В. К. Пучинским возглавлял группу ученых и практиков, участвовавших в разработке ныне действующего ГПК РФ 2002 года. Деятельность этой группы отражена в книге «Путь к закону» (под ред. М. К. Треушникова).
Читал общий курс лекций по российскому гражданскому процессу и спецкурс по теории доказательств в гражданском и арбитражном процессах.
Автор большого числа учебников, учебных пособий и монографий по юриспруденции.

## Учебники, Учебные пособия, Монографии
- Основные черты буржуазного гражданского процессуального права. М., 1978
- Подготовка гражданских дел к судебному разбирательству — обязательная стадия гражданского процесса (методическое пособие). М., 1980
- Методические рекомендации по подготовке и чтению лекций по теме «Виды доказательств в гражданском процессе». М., 1980
- Относимость и допустимость доказательств в гражданском процессе. М.: Юрид. лит-ра, 1981
- Советский гражданский процесс. Учебник. Изд-во «Прогресс» на чешском языке
- Основные принципы гражданского процесса. М.: МГУ, 1991 (соавтор и отв. редактор)
- Гражданское процессуальное законодательство. Комментарий. М.: Юрид. лит-ра, 1991
- Гражданский процессуальный кодекс Молдовы. Комментарий. Кишинев, 1992
- Арбитражный процесс как учебная дисциплина // Вестник Московского ун-та. Серия 11. Право. 1993. № 4
- Особенности рассмотрения отдельных категорий гражданских дел. Учебное пособие. М.: МГУ, 1995
- Судебные доказательства. М. 1997
- Формы защиты прав инвесторов в сфере рынка ценных бумаг. М., 2009
- Комментарий к ГПК РСФСР / Под ред. М. К. Треушникова. М., 1998
- Судебная защита избирательных прав в России // Вестник Московского ун-та. Серия 11. Право. 2000. № 1
- Путь к закону: Исходные документы, пояснительные записки, материалы конференций, варианты проекта ГПК, новый ГПК РФ / Под ред. М. К. Треушникова. М., 2004
- Научное и педагогическое наследие А. Ф. Клейнмана // Вестник Московского ун-та. Серия 11. Право. 2004. № 6
- Судебная защита избирательных прав в России // Вестник Московского ун-та. Серия 11. Право. 2000. № 1
- Комментарий к ГПК РСФСР / Под ред. М. К. Треушникова. М., 1998
- Судебная защита избирательных прав в России // Вестник Московского ун-та. Серия 11. Право. 2000. № 1
- Путь к закону: Исходные документы, пояснительные записки, материалы конференций, варианты проекта ГПК, новый ГПК РФ / Под ред. М. К. Треушникова. М., 2004
- Научное и педагогическое наследие А. Ф. Клейнмана // Вестник Московского ун-та. Серия 11. Право. 2004. № 6
- Ученые-юристы МГУ о современном праве / Под ред.: М. К. Треушникова. М.: Городец, 2005
- Гражданский процесс. Хрестоматия. Учебное пособие. 3-е издание / Под ред. М. К. Треушникова. М.: Городец, 2015
- Судебные доказательства. 5-е изд., перераб. и доп. М., 2016
- Арбитражный процесс / Под ред. М. К. Треушникова. М.: Городец, 2007
- Гражданский процесс: Учебник / Под ред. М. К. Треушникова. М.: Городец, 2007
- Научно-практический комментарий к ГПК РФ / Под ред. В. М. Жуйкова, М. К. Треушникова. М.: Городец, 2007
- Практикум по гражданскому процессу. 4-е издание / Под ред. М. К. Треушникова. М.: Городец, 2019
- Гражданский процесс: учебные программы общих и специальных курсов / Под ред. и с предисл. М. К. Треушникова. 2007
- Кафедры в решении задач юридического образования // Вестник Московского ун-та. Серия 11, Право. 2007. № 5
- Взгляд на Гражданский процессуальный кодекс Российской Федерации через призму пятилетней практики // Труды юридического факультета: В 50 т. М.: Правоведение, 2008
- Актуальные проблемы преподавания гражданского процесса // Труды Юридического факультета: в 50 т. М.: Правоведение, 2008
- Гражданский процесс: теория и практика. Избранные статьи. М., 2008
- Кафедры в решении задач юридического образования // Вестник Московского ун-та. Серия 11, Право. 2007. № 5
- Взгляд на Гражданский процессуальный кодекс Российской Федерации через призму пятилетней практики // Труды юридического факультета: В 50 т. М.: Правоведение, 2008
- Актуальные проблемы преподавания гражданского процесса // Труды Юридического факультета: в 50 т. М.: Правоведение, 2008
- Гражданский процесс: теория и практика. Избранные статьи. М., 2008
- Гражданский процесс: Учебник. 6-е издание перераб. и доп. / Под ред. М. К. Треушникова. М., 2018
- Практикум по гражданскому процессу / Под ред. М. К. Треушникова. М.: Городец, 2010
- Арбитражный процесс: Учебник для студентов юридических вузов и факультетов. 6-е издание / Под ред. М. К. Треушникова. М., 2017
- Дела выигрываются и проигрываются до процесса // Московский юрист. 2011. № 4
- Административное судопроизводство. Учебник. Под ред. М. К. Треушникова. Москва, 2017 г